# 南足柄市

南足柄市文化会館（2010年11月）

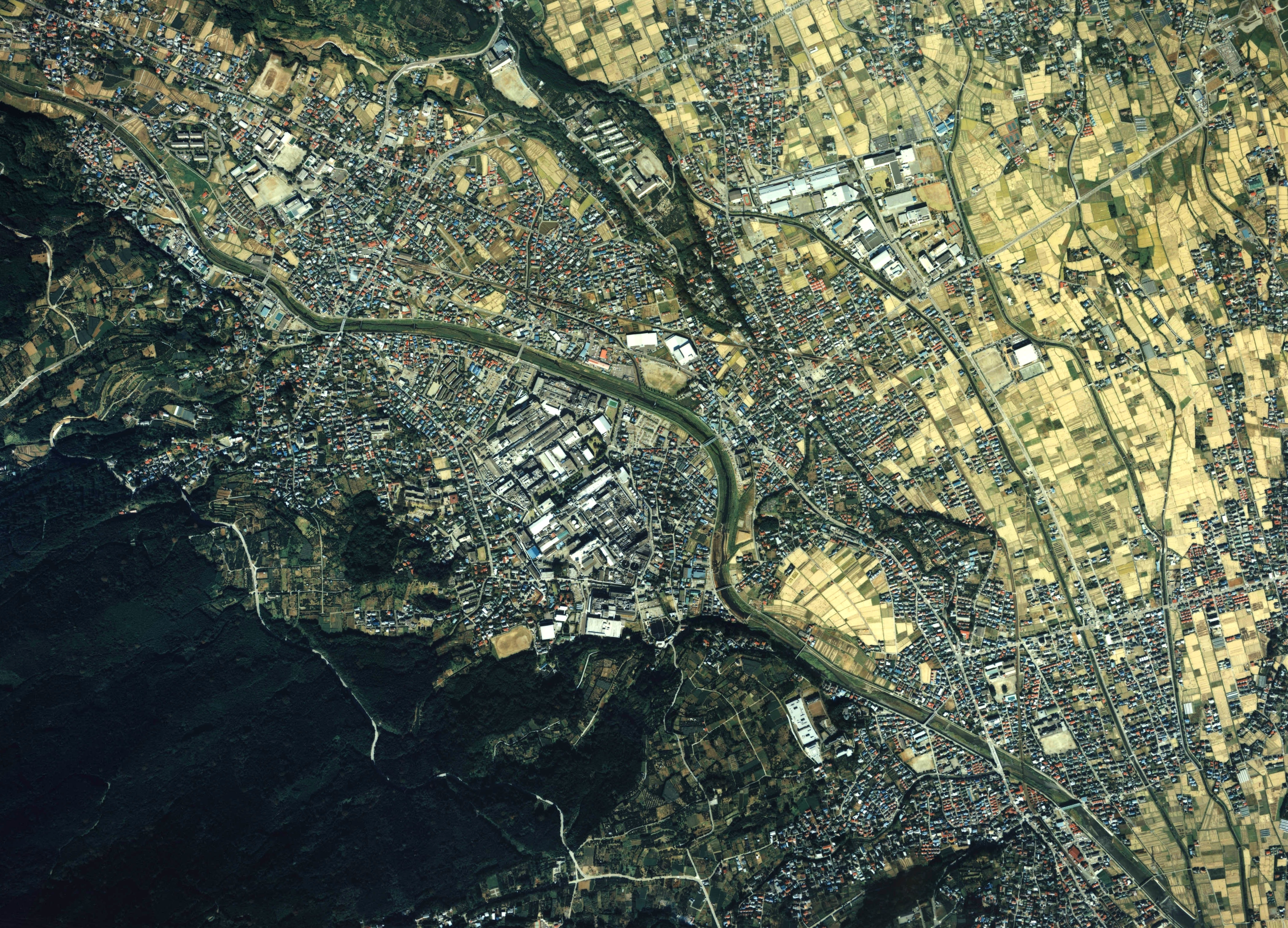
南足柄市中心部周辺の空中写真。画像中央やや左に見える大規模な施設群は冨士フィルム工場である。
1988年撮影の2枚を合成作成。。

南足柄市（みなみあしがらし）は、神奈川県西部に位置する市。
神奈川県内では最も人口の少ない市である。

## 地理
箱根山の外輪山の北東側にあり、酒匂川の支流のひとつ狩川を中心に市街地が広がっている。
北部は丹沢山地がそびえ、相模湾のある南から温暖な海風が吹き込むため、年間を通して温暖な地域である。
水に恵まれ、国土交通省の制定した水の郷百選にも選ばれており、富士フイルムの事業所・工場が立地している。
また市域のほとんどはスギを中心とした森林が広がる山間部である。

### 隣接している自治体
- 神奈川県
  - 小田原市
  - 足柄上郡：開成町、山北町
  - 足柄下郡：箱根町
- 静岡県
  - 駿東郡：小山町

## 歴史
古代には、馬産地で高野馬牧が置かれた。
- 1878年（明治11年）7月22日 - 郡区町村編制法により行政区画としての足柄上郡が編成され、郡役所を関本村に設置。
- 1880年（明治13年） - 郡役所が松田惣領（現松田町）に移転。
- 1889年（明治22年）4月1日 - 町村制の施行により、苅野村、弘西寺村、雨坪村、福泉村、関本村、猿山村、飯沢村、狩野村、中沼村の区域及び炭焼所村の区域の内、飛地の区域をもって、南足柄村が発足する。
- 1921年（大正10年） - 松田－関本間に足柄自動車（現在の箱根登山バス）が運行される。
- 1925年（大正14年）10月15日 - 大雄山鉄道（現在の伊豆箱根鉄道大雄山線）が開通。
- 1940年（昭和15年）4月1日 - 町制施行して、南足柄町となる。
- 1955年（昭和30年）4月1日 - 南足柄町、福沢村、岡本村及び北足柄村の区域の内、大字内山及び大字矢倉沢の区域が合併して、改めて南足柄町が発足する。
- 1972年（昭和47年）4月1日 - 市制施行して、南足柄市となる。
- 1978年（昭和53年）5月 - 金太郎音頭が制定される。
- 1982年（昭和57年）10月 - 足柄峠に足柄万葉公園が開園。
- 1986年（昭和61年）4月 - 市役所新庁舎落成。
- 1988年（昭和63年）7月10日 - 市立図書館が開館。
- 1992年（平成4年）7月 - 文化会館が開館。
- 1996年（平成8年）7月 - 大雄山駅前の再開発事業が完成する。
- 2017年（平成29年）12月 - 2020年度を目途とした小田原市への編入合併計画を撤回[1][2]。
- 2023年（令和5年）1月　アサヒビール神奈川工場 閉鎖、撤退

## 人口
| |                                          |  |
| 南足柄市と全国の年齢別人口分布（2005年） | 南足柄市の年齢・男女別人口分布（2005年） |  |
| ■紫色 ― 南足柄市 ■緑色 ― 日本全国 | ■青色 ― 男性 ■赤色 ― 女性                |  |
| 南足柄市（に相当する地域）の人口の推移 \| 1970年（昭和45年） \| 30,237人 \| \| \| 1975年（昭和50年） \| 36,928人 \| \| \| 1980年（昭和55年） \| 39,919人 \| \| \| 1985年（昭和60年） \| 41,706人 \| \| \| 1990年（平成2年） \| 42,600人 \| \| \| 1995年（平成7年） \| 43,596人 \| \| \| 2000年（平成12年） \| 44,156人 \| \| \| 2005年（平成17年） \| 44,134人 \| \| \| 2010年（平成22年） \| 44,020人 \| \| \| 2015年（平成27年） \| 43,306人 \| \| \| 2020年（令和2年） \| 40,841人 \| \| |                                          |  |
| 総務省統計局 国勢調査より |                                          |  |
| 1970年（昭和45年） | 30,237人                                 |  |
| 1975年（昭和50年） | 36,928人                                 |  |
| 1980年（昭和55年） | 39,919人                                 |  |
| 1985年（昭和60年） | 41,706人                                 |  |
| 1990年（平成2年） | 42,600人                                 |  |
| 1995年（平成7年） | 43,596人                                 |  |
| 2000年（平成12年） | 44,156人                                 |  |
| 2005年（平成17年） | 44,134人                                 |  |
| 2010年（平成22年） | 44,020人                                 |  |
| 2015年（平成27年） | 43,306人                                 |  |
| 2020年（令和2年） | 40,841人                                 |  |

世帯数は15,772世帯。

## 行政
- 市長：加藤修平（2011年4月30日就任、4期目）

### 歴代市長
| 代 | 氏名       | 就任                      | 退任                      | 備考 |
| -- | ---------- | ------------------------- | ------------------------- | ---- |
| 1  | 津田進一郎 | 1971年（昭和46年）4月30日 | 1975年（昭和50年）4月29日 |      |
| 2  | 安藤正夫   | 1975年（昭和50年）4月30日 | 1991年（平成3年）4月29日  |      |
| 3  | 鈴木佑     | 1991年（平成3年）4月30日  | 2003年（平成15年）4月29日 |      |
| 4  | 沢長生     | 2003年（平成15年）4月30日 | 2011年（平成23年）4月29日 |      |
| 5  | 加藤修平   | 2011年（平成23年）4月30日 | 現職                      |      |

### 地区
| 岡本地区（旧岡本村）                                                        | 岡本地区（旧岡本村）                                                                | 岡本地区（旧岡本村）                                       | 岡本地区（旧岡本村） |
| --------------------------------------------------------------------------- | ----------------------------------------------------------------------------------- | ---------------------------------------------------------- | -------------------- |
| - 沼田（ぬまた） - 三竹（みたけ） - 岩原（いわはら） - 塚原（つかはら）     | - 駒形新宿（こまがたしんしゅく） - 生駒（いこま） - 和田河原（わだがはら）          |                                                            |                      |
| 南足柄地区（旧南足柄村）                                                    |                                                                                     |                                                            |                      |
| - 中沼（なかぬま） - 狩野（かの） - 向田（むかいだ） - 関本（せきもと）     | - 飯沢（いいざわ） - 大雄町（だいゆうちょう） - 広町（ひろまち） - 雨坪（あまつぼ） | - 福泉（ふくせん） - 弘西寺（こうさいじ） - 苅野（かりの） |                      |
| 福沢地区（旧福沢村）                                                        |                                                                                     |                                                            |                      |
| - 怒田（ぬだ） - 竹松（たけまつ） - 壗下（まました） - 千津島（せんづしま） | - 班目（まだらめ） - 小市（こいち）                                                 |                                                            |                      |
| 北足柄地区（旧北足柄村）                                                    |                                                                                     |                                                            |                      |
| - 内山（うちやま） - 矢倉沢（やぐらざわ）                                   |                                                                                     |                                                            |                      |

## 議会

### 神奈川県議会
- 選挙区:南足柄市・足柄上選挙区
- 定数：1名
- 任期：2023年（令和5年）4月30日 - 2027年（令和9年）4月29日

| 氏名     | 会派名                       | 当選回数 | 備考   |
| -------- | ---------------------------- | -------- | ------ |
| 高橋延幸 | 自由民主党神奈川県議会議員団 | 3        | 選挙区 |

### 衆議院
- 選挙区：神奈川17区（小田原市、秦野市、南足柄市、足柄上郡、足柄下郡）
- 任期：2021年10月31日 - 2025年10月30日
- 当日有権者数：424,659人
- 投票率：56.98％

| 当落 | 候補者名   | 年齢 | 所属党派   | 新旧別 | 得票数    | 重複 |
| ---- | ---------- | ---- | ---------- | ------ | --------- | ---- |
| 当   | 牧島かれん | 45   | 自由民主党 | 前     | 131,284票 | ○    |
|      | 神山洋介   | 46   | 立憲民主党 | 元     | 89,837票  | ○    |
|      | 山田正     | 70   | 日本共産党 | 新     | 16,202票  |      |

### 参議院
- 定数：8名（3年毎に4名改選）
- 選挙区：神奈川県選挙区（神奈川県全域・中選挙区制）

#### 選挙区制
- 任期6年：2019年（令和元年）7月27日 - 2025年（令和7年）7月28日（「第25回参議院議員通常選挙」参照）

| 氏名         | 党派名               | 当選回数 | 備考   |
| ------------ | -------------------- | -------- | ------ |
| 島村大       | 自由民主党           | 2        | 選挙区 |
| 牧山弘恵     | 立憲民主党           | 3        | 選挙区 |
| 佐々木さやか | 公明党               | 2        | 選挙区 |
| 松沢成文     | 政治団体「神奈川力」 | 2        | 選挙区 |

- 任期6年：2022年（令和4年）7月26日 - 2028年（令和10年）7月25日（「第26回参議院議員通常選挙」参照）

| 氏名         | 党派名       | 当選回数 | 備考   |
| ------------ | ------------ | -------- | ------ |
| 三原じゅん子 | 自由民主党   | 3        | 選挙区 |
| 松沢成文     | 日本維新の会 | 3        | 選挙区 |
| 三浦信祐     | 公明党       | 2        | 選挙区 |
| 浅尾慶一郎   | 自由民主党   | 3        | 選挙区 |
| 水野素子     | 立憲民主党   | 1        | 選挙区 |

#### 比例代表
第25回参議院議員通常選挙（非拘束名簿式（特定枠設置））
- 任期6年：2019年（令和元年）7月27日 - 2025年（令和7年）7月28日（「第25回参議院議員通常選挙」参照）

特定枠設置を第25回から導入。政党内で決めた者(複数の場合は順位付けがされる)は、個人名の得票に関係なく、政党が獲得した議席数に応じて優先的に当選人となる。
第26回参議院議員通常選挙（非拘束名簿式）
- 任期6年：2022年（令和4年）7月26日 - 2028年（令和10年）7月25日（「第24回参議院議員通常選挙」参照）

| 氏名     | 党派名     | 当選回数 | 備考     |
| -------- | ---------- | -------- | -------- |
| 福島瑞穂 | 社会民主党 | 5        | 比例代表 |
| 上田勇   | 公明党     | 1        | 比例代表 |
| 田村智子 | 日本共産党 | 3        | 比例代表 |

## 姉妹都市・提携都市

### 国内
- 友好都市
  -  香川県三豊郡詫間町（現三豊市）
    - 1990年7月に、桃太郎の岡山市、浦島太郎の香川県詫間町との間で「三太郎」の友好親善宣言が行われた。

### 海外
- 姉妹都市
  -  チルブルグ市（オランダ）

1989年6月4日提携（両市に富士フイルムの工場があることから）

## 経済・産業
- 工業
  - 富士フイルム（かつての登記上本店所在地）

アサヒビール神奈川工場

- 農業（代表的なものとして、茶、みかん、片浦イエロー、地元固有種として北条シソ)

## 教育

### 高等学校

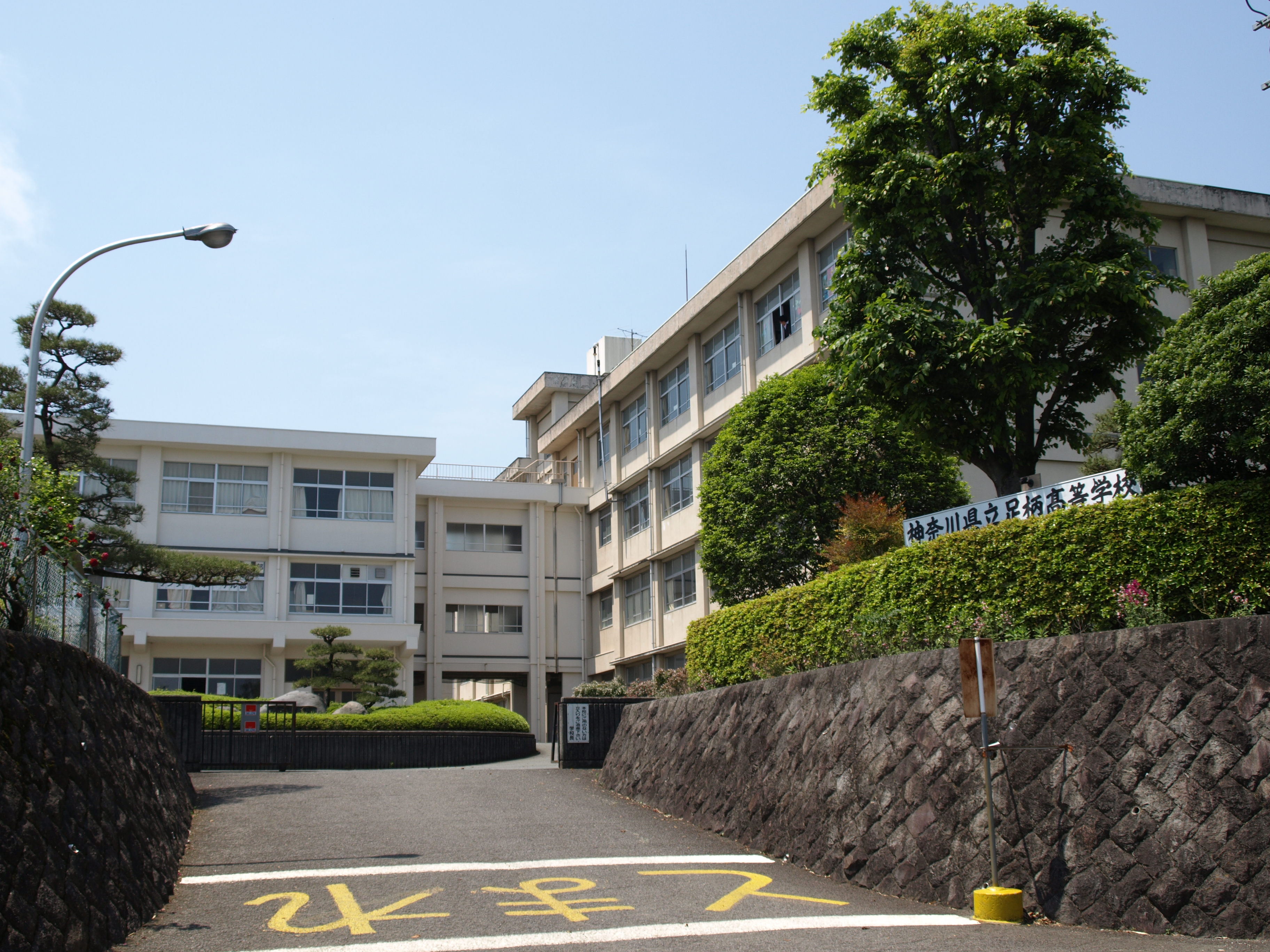
神奈川県立足柄高等学校

- 神奈川県立足柄高等学校

### 中学校
- 南足柄市立南足柄中学校
- 南足柄市立岡本中学校
- 南足柄市立足柄台中学校

### 小学校
- 南足柄市立岡本小学校
- 南足柄市立岩原小学校
- 南足柄市立向田小学校
- 南足柄市立南足柄小学校
- 南足柄市立福沢小学校
- 南足柄市立北足柄小学校（閉校）

## 警察
市内に警察署はなく、松田警察署の管轄区域となっている。

## 通信

### 電話番号
南足柄市は矢倉沢地区の足柄峠付近を除き小田原MAに属しており、市外局番は小田原市などと共通の0465となる。
また、矢倉沢地区の足柄峠付近は御殿場MAに属しており、市外局番が0550、神奈川県内唯一のNTT西日本エリア管内となる。

### 郵便番号
南足柄市は南足柄郵便局（郵便区番号250-01）の集配担当区域に当たる。

## 交通

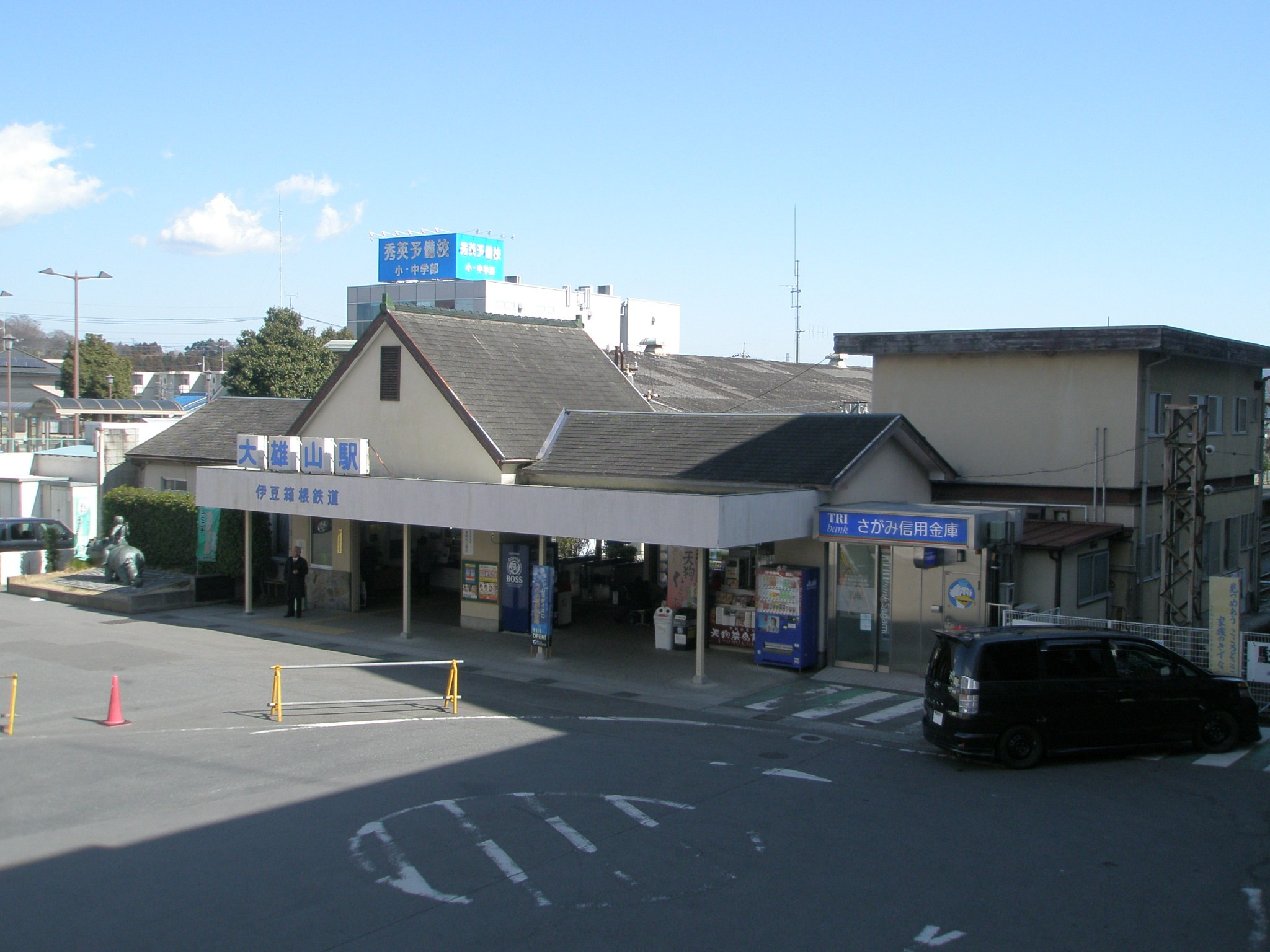
大雄山駅

### 鉄道
伊豆箱根鉄道
- 大雄山線
  - 相模沼田駅 - 岩原駅 - 塚原駅 - 和田河原駅 - 富士フイルム前駅 - 大雄山駅

### 路線バス
- 伊豆箱根バス
  - 大雄山駅 - 道了尊（最乗寺）
- 箱根登山バス
  - 小田急線新松田駅 - 関本（大雄山駅） - 矢倉沢 - 地蔵堂
  - 小田急線開成駅 - 和田河原駅 - 関本（大雄山駅） ほか
- 富士急モビリティ
  - 小田急線新松田駅 - 向原（東山北駅） - 運動公園 - アサヒビール神奈川工場

### 道路
- 高速道路及び一般国道は通っていない。

- 都道府県道
  - 神奈川県道74号小田原山北線：南足柄市の主要幹線の一つで、市内東部をおおよそ南北に通過している。関本以南では伊豆箱根鉄道大雄山線と並走している。南は小田原市方面、北は山北町方面へ接続している。
  - 神奈川県道78号御殿場大井線：南足柄市のもう一つの主要幹線。市内中央部をおおよそ東西に通過する。関本以西は足柄街道と呼ばれる。東は開成町、西は足柄峠を越えて小山町方面に繋がっている。
  - 神奈川県道715号栢山停車場塚原線：主要地方道小田原山北線「山崎」交差点から東に分かれ小田原市栢山方面へ向かう。
  - 神奈川県道717号沼田国府津線：主要地方道小田原山北線「沼田」交差点から東に分かれ小田原市富水方面へ向かう。
  - 神奈川県道720号怒田開成小田原線：主要地方道小田原山北線「新大口橋」交差点から東に分かれ開成町方面へ向かう。
  - 神奈川県道723号関本小涌谷線：南足柄市街地から大雄山最乗寺までを結ぶ路線。一部区間は足柄街道にあたる。認定上では箱根町小涌谷までを結ぶ路線だが最乗寺から箱根町にかけての道路は開通していない。
  - 神奈川県道726号矢倉沢山北線：主要地方道御殿場大井線の矢倉沢バス停付近から北に分かれて山北町方面へ向かう。
  - 神奈川県道731号矢倉沢仙石原線（愛称・はこね金太郎ライン）：主要地方道御殿場大井線の足柄峠付近から南に分かれて金時山へ向かう。認定上では箱根町仙石原までを結ぶ路線であるが、途中から金時山への登山道となっており、事実上未開通である。2020年春に向けて近隣の林道を改良するルートで開通させる予定であり、これにより箱根町へ直接車で行き来できるようになる。

## 名所・旧跡・観光スポット・祭事・催事・名産品

### 自然

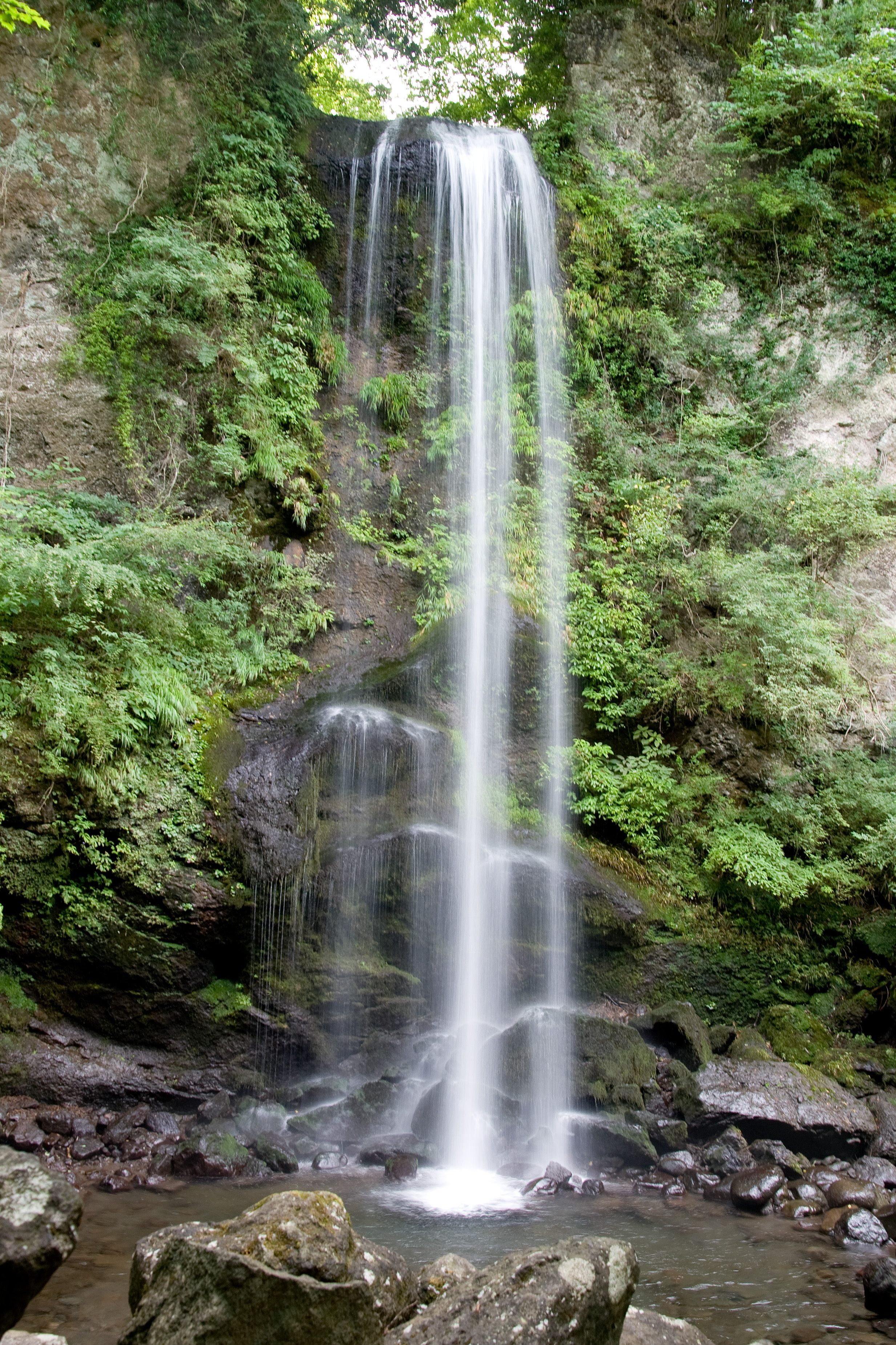
夕日の滝（2010年9月）

- 足柄峠
- 大雄山杉林（大雄山最乗寺）
- 夕日の滝
- 足柄万葉公園
- 清左衛門地獄池湧水
- 森と水の公園
- 狩川
- 箱根ジオパーク（南足柄エリア）

### 寺社・史跡
- 大雄山最乗寺
- 足柄神社
- 祥龍山金剛寺
- 南足柄神社
- 岩原城跡
- 沼田城
- 足柄城
- 定城
- 文命堤
- 範茂史跡公園
- 矢倉沢関所跡
- 天野康景の墓
- 性殊院殿の墓
- 矢倉沢裏関所跡
- 矢倉沢往還

### レジャー
- 県立21世紀の森
- 足柄森林公園丸太の森
- 県立足柄ふれあいの村
- ezBBQ country （イージーバーベキューカントリー）（キャンプ場）http://www.ezbbq.com/country/

### 観光

#### 祭事
- 足柄金太郎まつり
- 三竹の竹灯ろう（2016年から行われていない）

#### 伝統芸能
- 足柄ささら踊　1976年10月19日に神奈川県の無形民俗文化財に指定された。
- 相模人形芝居　1982年2月9日に神奈川県の無形民俗文化財に指定された。
- 内山剣舞おどり
- 足柄ばやし

### 名産品
- 足柄まさカリー
- キウイフルーツ
- はるみ (米)
- 相州牛
- 足柄茶

## 出身の有名人

### 歴史上の人物
- 下田隼人 - 江戸時代前期の関本村の名主。麦租撤回を訴えて死罪に処せられた義民。

### 文化人
- 勝又悠 - 映画監督
- 真船一雄 - 漫画家
- 中條卓 - ミュージシャン

### マスコミ
- 小澤康喬 - NHKアナウンサー
- 新谷保志 - 日本テレビ社員、元アナウンサー

### 芸能
- 内山理名 - 女優[注 1][注 2][7][8]
- スベリー杉田（スベリー・マーキュリー） - お笑い芸人（元・こんにちは計画）、吉本興業所属
- 山本廉 - 俳優

### スポーツ選手
- 岡本龍二 - 元プロ野球選手
- 古林将太 - プロサッカー選手
- 桜富士 - 大相撲力士 新名学園旭丘高等学校卒業後伊勢ヶ濱部屋に入門。
- 辻梨恵 - プロゴルファー
- 松枝博輝 - 陸上競技選手
- 宮澤ひなた - なでしこJAPAN
- 米山剛 - プロゴルファー[9]

## 南足柄市ゆかりの有名人
- 金太郎（坂田金時） -伝説上の人物。
- 藤原範茂 -墓所が市内怒田にあり公園化されている。
- 天野康景 -武将。徳川家康の家臣。
- 天野康宗 -旗本。康景の子。
- 辻親八−声優・俳優。南足柄市在住。